# Eslövs tingslag
Eslövs tingslag var mellan 1916 och 1948 ett tingslag i Malmöhus län i Frosta och Eslövs domsaga. Tingsplatsen var Eslöv.
Tingslaget omfattade Eslövs stad. 
Tingslaget uppgick 1948 i Frosta och Eslövs domsagas tingslag